# Kammersdorf (Gemeinde Nappersdorf-Kammersdorf)
Kammersdorf ist eine Ortschaft und eine Katastralgemeinde der Marktgemeinde Nappersdorf-Kammersdorf im Bezirk Hollabrunn in Niederösterreich. Die Ortschaft hat 301 Einwohner (Stand 1. Jänner 2024). Bis Ende 1970 war Kammersdorf eine eigenständige Gemeinde.

## Geografie
Kammersdorf befindet sich nördlich des Ernstbrunner Waldes und wird vom Gießbach durchflossen. Beim Ort kreuzen die Landesstraßen L25 und L35.

## Geschichte
Der Ort wurde urkundlich erstmals im Jahr 1252 als Camerstorff erwähnt und 1261 als Chomatsdorf, was vermutlich auf den slawischen Personennamen Chometa hinweist. Der verkehrstechnisch günstig gelegene Ort wuchs rasch an und gelangte im 14. Jahrhundert an die Herren von Seefeld, denen die Wallseer folgten, dann die Herren von Falkenberg und zuletzt hatten die Liechtensteiner die Herrschaft bis 1848 inne.
Seit 1620 gab es in Kammersdorf Schulmeister, allerdings immatrikulierten bereits rund 220 Jahre zuvor Studenten aus Kammersdorf an der Universität Wien. Die Pfarre wurde 1261 von Heinrich von Seefeld gegründet, eine Kirche ist aber bereits Jahrhunderte vorher belegt.
Laut Adressbuch von Österreich waren im Jahr 1938 in der Ortsgemeinde Kammersdorf ein Tierarzt, zwei Bäcker, drei Binder, zwei Dachdecker, ein Fleischer, ein Friseur, zwei Gastwirte, drei Gemischtwarenhändler, eine Hebamme, zwei Sattler, zwei Schlosser, zwei Schmiede, zwei Schneider und eine Schneiderin, vier Schuster, ein Tischler, ein Wagner und einige Landwirte ansässig. Darüber hinaus gab es eine Mühle und ein Sägewerk.
Im Jahr 1945 verlief die Front vor Kammersdorf und zahlreiche Lauf- und Schützengräben wurden angelegt.
Mit dem 1. Jänner 1971 wurden im Zuge der Niederösterreichischen Kommunalstrukturverbesserung die bis dahin selbständigen Gemeinden Dürnleis, Kammersdorf und Nappersdorf zu Nappersdorf-Kammersdorf fusioniert.

## Öffentliche Einrichtungen
In Kammersdorf befindet sich ein Kindergarten.

## Sehenswürdigkeiten
- Pfarrkirche Kammersdorf

## Belege
1. ↑  Statistik Austria: Bevölkerung am 1.1.2024 nach Ortschaften (Gebietsstand 1.1.2024), (ODS, 500 KB)
2. 1 2  Gemeindeänderungen ab 1945. Statistik Austria, S. 36. In: Änderungen in der Verwaltungsgliederung. Statistik Austria (ZIP, 1,3  MB; Inhalt PDF); abgerufen am 21. April 2025.
3. ↑  Adressbuch von Österreich für Industrie, Handel, Gewerbe und Landwirtschaft, Herold Vereinigte Anzeigen-Gesellschaft, 12. Ausgabe, Wien 1938 PDF, Seite 304.
4. ↑  Kindergärten in NÖ. NÖ Landesregierung, abgerufen am 9. Juni 2021.